# Mahmud Osman
Mahmud Osman (* 1938 in Silemani) ist ein kurdischer Politiker aus dem Irak.
Mahmud Osman studierte Medizin an der Universität von Silemani und promovierte danach. Er begann seine politische Laufbahn, als er sich 1962 der Demokratischen Partei Kurdistans (DPK) anschloss. Innerhalb der Partei stieg er rasch auf, so dass er 1968 der Stellvertreter von Mustafa Barzani wurde. 1970 verhandelte er mit der irakischen Regierung über ein Waffenstillstandsabkommen.
1980 gründete er nach seinem Austritt aus der KDP zusammen mit Rasul Mahmend und Adnan Mufti die Kurdische Sozialistische Partei. Somit trat Mahmud Osman gegen die zwei traditionellen kurdischen Parteien DPK und Patriotischen Union Kurdistans (PUK) an. 1992 nahm er an der Wahl zum kurdischen Parlament teil. Aber noch im selben Jahr ging er nach England und kehrte erst 1995 zurück. Als wichtiger Politiker verhandelte er 2001 zwischen der KDP und der PUK um einen Waffenstillstand. Nach der US-Invasion und dem dritten Golfkrieg wurde Osman Mitglied im irakischen Regierungsrat. Die Türkei protestierte gegen seine Mitgliedschaft, weil sie ihn wegen zu enger Beziehungen zu der Arbeiterpartei Kurdistans vorwarf, was ihn zu einem Sprachrohr der PKK im irakischen Regierungsrat mache. Seit 2004 ist Mahmud Osman Mitglied des irakischen Parlaments.